# Lector de pantalla
Un  lector de pantalla  és una aplicació programari que tracta d'identificar i interpretar allò que es mostra en pantalla. Aquesta interpretació es representa a continuació a l'usuari mitjançant sintetitzadors de text a veu, icones sonores , o una sortida braille.

## Introducció
Són una forma de tecnologia assistida (AT) potencialment útil per a persones que són cegues o tenen problemes de visió (seria una Tiflotecnologia), o dificultats d'aprenentatge. Sovint es combina amb altres formes d'AT, com els magnificadors de pantalla. L'elecció del lector de pantalla ve determinada per diversos factors, com per exemple, la plataforma o el cost (fins i tot actualitzar un lector de pantalla pot costar milers de dòlars).
Cada vegada més, els lectors de pantalla venen integrats en les distribucions dels sistemes operatius. Versions recents de Microsoft Windows venen amb, el potser massa simple, "Narrator", mentre que Apple Mac OS X ve amb "VoiceOver", un lector amb bastants més possibilitats. L'entorn d'escriptori Gnome (GNU/Linux) inclou des de fa temps Gnopernicus, i ara inclou Orca. També hi ha lectors de codi obert com el LSR de GNOME i NonVisual Desktop Access per Microsoft Windows.
Els més estesos i utilitzats són els productes comercials: JAWS de l'empresa Freedom Scientific, Window-Eyes de GW Micro, Hal de Dolphin Computer Access i ZoomText (magnificador/lector) de Ai squared, sent exemples prominents en el mercat de parla anglesa.

## Tipus de lectors de pantalla

### Lectors de pantalla amb veu
El programari [lector de pantalla] més reconegut i utilitzat per persones amb algun grau de disminució visual és el JAWS, que és un lector de pantalla amb síntesi de veu, el qual li permet a l'usuari amb limitació visual, desplaçar-se per totes les àrees que apareixen en pantalla i accedir a les aplicacions de l'ordinador només amb l'ús del teclat, fent servir diferents ordres.
Igual, hi ha altres opcions de lectors de pantalla amb veu, o també anomenats navegadors parlants, que utilitzen les persones amb algun grau de limitació visual, com PwWebSpeak, Orca, Pàgina inicial Reader o terminals Braille, entre d'altres, els quals tenen característiques específiques de funcionament, de requeriments del sistema (memòria, sistema operatiu), ordres, etc., però que tenen el mateix objectiu: permetre a la persona que presenti algun grau de limitació visual accedir a les noves tecnologies i a la informació que s'emmagatzemi allà.

### CLI (text)
En sistemes operatius més antics, com MS-DOS que empraven una interfície de línia d'ordres (CLI Command Line Interface), la pantalla constava de caràcters directament mapejats en un buffer de memòria i una posició del cursor. L'entrada es feia amb el teclat.
En els 80, el RCEVH (Research Centre for the Education of the Visually Handicapped) la Universitat de Birmingham va desenvolupar un lector de pantalla per al BBC Micro i el portàtil NEC.

### GUI

#### Model fora de pantalla
Amb l'arribada de la interfície gràfica d'usuari (GUI) la situació es va complicar. Una interfície gràfica té caràcters i gràfics disposats en la pantalla en posicions concretes, i, per tant, no hi ha una representació purament textual dels continguts gràfics de la pantalla. Això fa que els lectors de pantalla són forçats a utilitzar noves tècniques de baix nivell, per recuperar missatges del sistema operatiu i usar-los per construir el "off-screen model" (model fora de la pantalla), una representació de la pantalla, en la qual s'emmagatzema el text necessari.
Per exemple, el sistema operatiu pot enviar missatges per dibuixar un botó amb el seu text. Aquests missatges són interceptats i utilitzats per construir aquest model. L'usuari pot alternar entre els controls (com els botons) disponibles en la pantalla, i les etiquetes i els continguts dels controls podran ser llegits o mostrats en un dispositiu braille (per exemple, una línia braille).
Els lectors de pantalla també poden comunicar informació de menús, controls, i altres construccions visuals per permetre als usuaris cecs interaccionar amb aquestes construccions. No obstant això, el crear el "off-screen model" (model fora de la pantalla) és un desafiament tècnic important.

#### APIs d'accessibilitat
Els dissenyadors de sistemes operatius i aplicacions han intentat atacar aquests problemes proporcionant vies d'accés a aquests lectors per accedir als continguts sense haver de mantenir cap "off-screen model". Això implica la provisió d'un accés alternatiu al qual es mostra en pantalla a través d'un API. Entre les APIs existents, cal destacar:
- Apple Accessibility API.
- AT-SPI.
- IAccessible2.
- Microsoft Active Accessibility (MSAA).
- Microsoft UI Automation.
- Java Access Bridge.

### Aplicació amb veu
Alguns programes, en si mateixos inclouen mecanismes per generar esdeveniments sonors que poden ajudar a persones cegues o persones que no poden veure la pantalla. Aquests programes poden ser una altra forma de tecnologia assistida si estan dissenyats per eliminar la necessitat d'utilitzar lectors de pantalla.

### Lectors basats en web
Un camp de desenvolupament, relativament nou, són les aplicacions basades en webs com els Talklets, que utilitzen JavaScript per afegir funcionalitat text-a-veu al contingut web. El públic principal d'aquest tipus d'aplicacions és aquell amb dificultats de lectura perquè posseeix dificultat d'aprenentatge o barreres lingüístiques. Encara que la funcionalitat està limitada en comparació amb aplicacions d'escriptori, el major benefici és l'increment d'accessibilitat d'aquests llocs quan es mostren en equips públics en què els usuaris no tenen permís per instal·lar el seu propi programari, oferint a l'úsuari gran llibertat.

## Lectors
| Nom                             | Autor                            | Sis.Oper.                         | Llicència                                                   | Notes |
| ------------------------------- | -------------------------------- | --------------------------------- | ----------------------------------------------------------- | --- |
| THW Easy Reader Deluxe          | Lobisoft                         | Windows                           | Comercial                                                   | Sintetitzador de text a veu i de text als següents formats de fitxers d'àudio (Mp3, Wav, WMA, Ogg, Au, Flac, Mp4, Vox, AIFF i swf). Inclou múltiples mòduls d'àudio. |
| LOOBI Text                      | Lobisoft                         | Windows                           | Comercial                                                   | Sintetitzador de text a veu professional per a Windows 7, VISTA i XP en totes les seves versions tant 32 com 64 Bit, compatible amb veus del tipus SAPI4 i SAPI5. |
| SodelsCot                       | Sodels Factory                   | Windows                           | Comercial                                                   | Converteix a veu text copiat o teclejat en qualsevol programa Windows. Inclou veus en castellà i pot utilitzar altres compatibles amb SAPI5. Es poden crear fitxers wav i mp3. |
| 95Reader                        | SSCT                             | Windows                           | Comercial                                                   | Japonès. |
| Blindows                        | Audiodata                        | Windows                           | Comercial                                                   | Suporta Microsoft Active Accessibility (MSAA) i el Java Access Bridge. |
| brltty                          | The brltty Team                  | * Nix i la consola de Windows     | Gratuït. Open source (GPL2)                                 | Disponible per descarregar. |
| Edbrowse                        | Karl Dahlke                      | Xonsola * nix                     | Gratuït i open source                                       | Crea un escriptori auditiu complet, incloent-hi accés web amb suport javascript. |
| Emacspeak                       | T. V. Raman                      | Emacs (on * nix)                  | Gratuït i open source                                       | Converteix Emacs en un escriptori completament auditiu. |
| FreedomBox System Access        | Serotek                          | Windows                           | Comercial                                                   | Trial disponible. Suporta Microsoft Internet Explorer, Outlook Express, Outlook, i Word, i llegir però no editar PowerPoint i Excel. No suporta Java, JavaScript, ni Flash. |
| Gnopernicus                     | BAUM Retec AG                    | GNOME                             | Gratuït i open source                                       | Venia inclòs amb GNOME, però ara ha estat reemplaçat per Orca. Inclou un ampliador de pantalla (lupa). |
| HAL                             | Dolphin Computer Access          | Windows                           | Comercial                                                   | Suporta MSAA, Java Access Bridge, i PDF. |
| HT Reader                       | HT Visual                        | Windows                           | Comercial                                                   | Inclou suport per MSAA i PDF. |
| iZoom                           | Issist                           | Windows                           | Comercial                                                   | Magnificador de pantalla. Inclou suport per Mozilla Firefox. |
| JAWS                            | Freedom Scientific               | Windows i DOS                     | Comercial per a Windows; gratis per a DOS                   | Inclou suport per MSAA, Java Access Bridge, i PDF. |
| Linux Screen Reader (LSR)       | GNOME                            | GNOME                             | Gratuït i open source                                       | Suporta AT-SPI. |
| Lookout                         | Choice Technology                | Windows                           | Comercial                                                   | També disponible integrat amb un magnificador de pantalla. |
| Magic                           | Freedom Scientific               | Windows                           | Comercial                                                   | Magnificador que pot utilitzar juntament amb JAWS. |
| Microsoft Narrator              | Microsoft                        | Windows                           | Comercial                                                   | Ve de sèrie amb Windows, aquest lector bàsic utilitza MSAA. |
| Mobile Speak                    | Code Factory                     | Symbian OS, Windows Mobile        | Comercial                                                   | Revisor per a mòbils Versió Trial, limitada a un mes de temps. |
| Model T Reader                  | Dolphin Computer Access          | DOS                               | Freeware                                                    | |
| NonVisual Desktop Access (NVDA) | NonVisual Desktop Access project | Windows                           | Gratuït i open source (GPL2)                                | Programable en Python. Suporta Mozilla Firefox, Microsoft Internet Explorer, Word, Excel i Outlook Express, i Mozilla Thunderbird en menor grau. Suporta contingut web mitjançant JavaScript. No suporta encara Java Access Bridge. El suport IAccessible2 està sent implementat. |
| Orca                            | GNOME                            | * Nix                             | Gratuït i open source                                       | Distribuït amb GNOME. Suporta AT-SPI i Java Access Bridge. |
| PC-Talker                       | Kochi System Development         | Windows                           | Comercial                                                   | Lector Japonès. Suporta MSAA i Flash |
| PCVoz                           | EzHermatic                       | Windows                           | Comercial                                                   | Disponible per comprar o descarregar la versió d'avaluació. Suporta MSAA. |
| Pocket Hal                      | Dolphin Computer Access          | Windows Mobile PDA and PDA Phones | Comercial                                                   | Disponible per a descàrrega la versió d'avaluació de 30 dies. |
| Simply Talker                   | Econet International             | Windows                           | Comercial                                                   | Versió Trial disponible. |
| Smart Hal                       | Dolphin Computer Access          | Windows Mobile and WM Smartphone  | Comercial                                                   | Disponible per a descàrrega la versió d'avaluació de 30 dies. |
| SUSE-Blinux                     | Novell                           | Linux                             | Gratuït i open source                                       | |
| Supernova                       | Dolphin Computer Access          | Windows                           | Comercial                                                   | Inclou un magnificador de pantalla i sortida a dispositius Braille. Disponible per a descàrrega de la versió d'avaluació de 30 dies. Suporta MSAA, Java Access Bridge, i PDF. |
| Talks                           | Nuance Communications            | Symbian OS Series 60 o 80         | Comercial                                                   | Revisor de pantalla per a mòbils Disponible per a descàrrega versió d'avaluació de 30 dies, prèvia sol·licitud de la llicència. |
| Thunder ScreenReader            | Sensory Programari               | Windows                           | Gratuït per a ús personal; preu negociable en un altre cas. | Suporta MSAA. |
| Verge                           | BAUM Retec AG                    | Windows                           | Comercial                                                   | Disponible per a descàrrega de la versió d'avaluació. Suporta MSAA i Java Access Bridge. |
| Virtual Vision                  | MicroPower                       | Windows                           | Comercial                                                   | Suporta MSAA. |
| VoiceOver                       | Apple                            | Mac OS X                          | Comercial                                                   | Distribuït amb Mac OS X, utilitza l'Apple Accessibility API. |
| Window-Eyes                     | GW Micro                         | Windows                           | Comercial                                                   | Disponible per comprar o descarregar demo de 30 min. Suporta MSAA. |
| ZoomText                        | Ai Squared                       | Windows                           | Comercial                                                   | Magnificador que inclou un suport de síntesi de veu. Disponible per a descàrrega de la versió d'avaluació. |
| NVDA                            |                                  | Windows                           | Lliure                                                      | Lector de pantalla |